# René Le Grevès
René Jean Le Grevès (ur. 6 lipca 1910 w Paryżu, zm. 25 lutego 1946 w Saint-Gervais-les-Bains) – francuski kolarz torowy i szosowy, srebrny medalista olimpijski.

## Kariera
Największy sukces w karierze René Le Grevès osiągnął w 1932 roku, kiedy Francuzi w składzie: Amédée Fournier, René Le Grevès, Henri Mouillefarine i Paul Chocque zdobyli srebrny medal w drużynowym wyścigu na dochodzenie podczas igrzysk olimpijskich w Los Angeles. W wyścigu finałowym ekipa francuska wyraźnie uległa reprezentacji Włoch. Był to jedyny medal wywalczony przez Le Grevèsa na międzynarodowej imprezie tej rangi. Był to również jego jedyny start olimpijski. Startował również w wyścigach szosowych, wygrywając między innymi szesnaście etapów różnych edycji Tour de France. Najlepszy wynik w tym wyścigu osiągnął w 1935 roku, kiedy po czterech etapowych zwycięstwach zajął piętnaste miejsce w klasyfikacji generalnej. Ponadto wygrał między innymi Paryż – Reims w 1930 i 1931 roku, Paryż – Caen w 1933 i 1938 roku oraz Paryż – Tours w 1935 roku. Dwukrotnie zdobywał medale szosowych mistrzostw kraju, w tym złoty w wyścigu ze startu wspólnego w 1936 roku. Nigdy nie zdobył medalu na szosowych ani torowych mistrzostwach świata.
Zginął w wypadku narciarskim w 1946 roku.